# Гаттер (филателия)

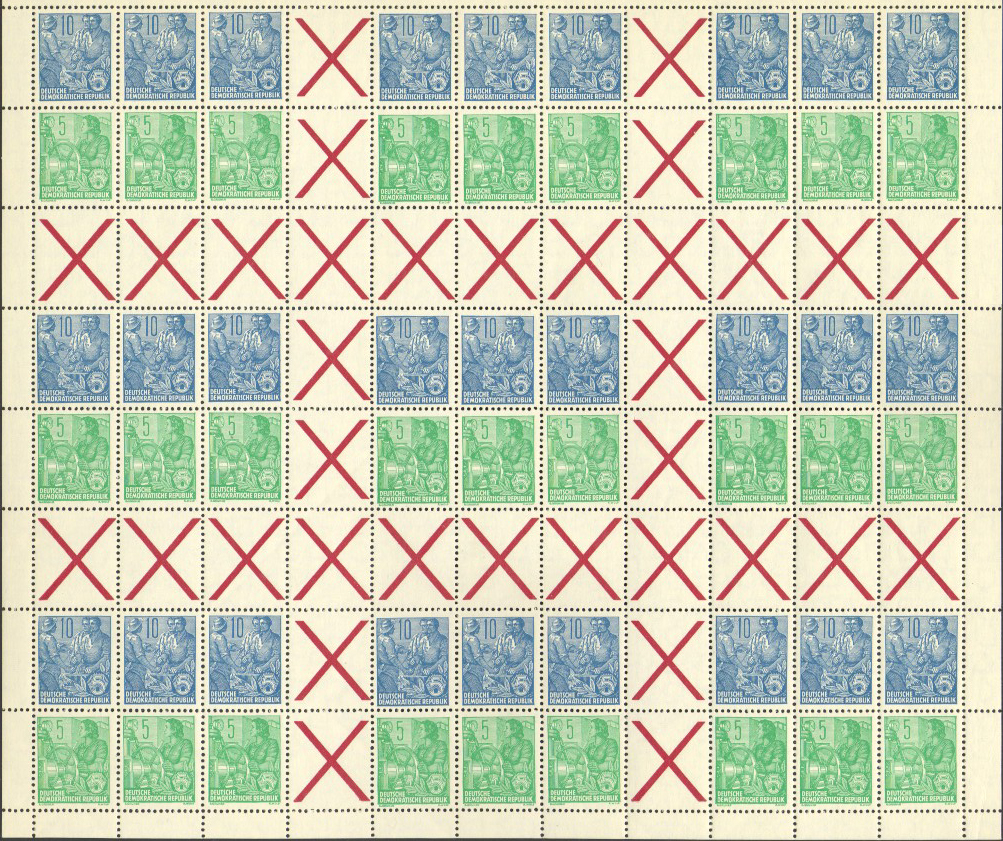
Лист марок ГДР (1953) с напечатанным на дорожках (гаттерах) изображением андреевских крестов>

Гаттер (англ. gutter), также дорожка или перемычка, — в филателии, аналогично полиграфии, название полосы между почтовыми марками в марочном листе, которая отделяет друг от друга отдельные сектора, по которым большой типографский лист будет разделён на марочные листы удобного для реализации в почтовых отделениях формата.

## Описание
Поскольку типографские листы, как правило, разрезаются ещё в типографии, то на выпущенных в обращение марках их обычно уже не бывает. Однако иногда к коллекционерам попадают неразрезанные листы, а в некоторых случаях листы специально печатаются таким образом, чтобы на готовом листе такая дорожка оставалась. Порой на гаттерах печатаются фирменные знаки, эмблемы, рекламные или информационные надписи или рисунки.
В результате различий в нарезке листов в зависимости от позиций в листе соответствующих марок возникают различные комбинации марок и дорожек:

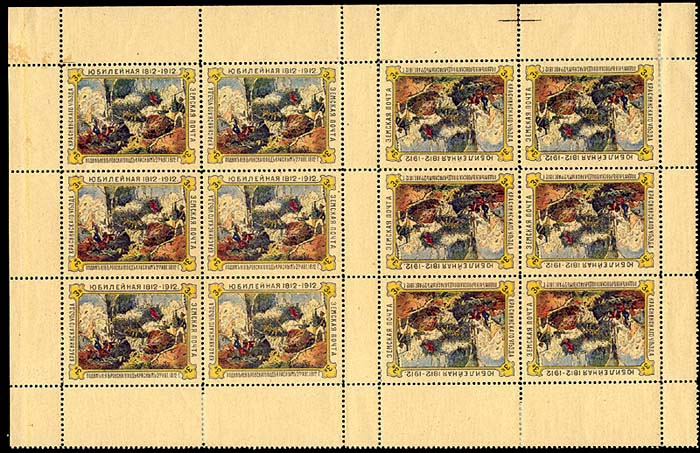
Лист земских марок Краснинского уезда (1912) с узкими гаттерами

- Гаттер-пара (gutter pair; пара с дорожкой, или пара с перемычкой), — две почтовые марки, разделённые гаттером (дорожкой)[1].
- Гаттер-квартблок, или квартблок с дорожкой, — квартблок из четырёх марок, когда либо вертикальные, либо горизонтальные пары, либо и те, и другие разделяет дорожка[2].

Поскольку зубцовка на марках перфорируется обычным образом, то дорожка между марками часто получается одинакового с почтовой маркой размера.